# Кондиционер для волос
Кондиционер (бальзам-ополаскиватель) для волос — средство для ухода за волосами, которое изменяет их текстуру и внешний вид.

## История
Веками натуральные масла использовались людьми для укладки волос. Такие продукты как эфирные масла, например, масло чайного дерева и растительные масла, вроде масла жожоба, используются до сих пор. В викторианскую эпоху было популярно макассаровое масло, которое было настолько жирным, что для защиты мебели от него на неё надевали специальную материю, антимакассар.
Современные кондиционеры были созданы на заре XX века: в 1900 году известный парфюмер Эдуар Пино представил на Всемирной выставке в Париже свой продукт бриллиантин для смягчения волос и бороды у мужчин. С тех пор промышленность значительно продвинулась в разработке кондиционеров и использует в них силиконы, жирные кислоты и четвертичные соединения аммония, давая все преимущества кондиционеров без лишней жирности и веса.
Кондиционер для волос — не то же самое, что бальзам-ополаскиватель (англ. creme rinse). Последний является средством от спутывания волос, и поэтому он менее густой, чем кондиционер. Кондиционеры, в свою очередь, состоят из густой субстанции, которая должна покрывать в том числе и кутикулы волос.

## Компоненты
В зависимости от состава и назначения входящих веществ компоненты кондиционеров делятся на:
- Увлажнители — их роль удерживать влагу в волосах. Обычно содержат высокие концентрации гигроскопических веществ.
- Восстановители — обычно содержат гидролизированный протеин. Эти вещества внедряются в структуру волос и укрепляют их за счёт перекрёстных полимерных связей.
- Подкислители или регуляторы кислотности — поддерживают pH кондиционеров на уровне 3.5. В кислой среде чешуйчатая структура волос становится более крепкой, так как водородные связи между молекулами кератина усиливаются.
- Средства от скручивания волос, как и подкислители, изменяют pH волос, но могут покрывать их специальными полимерами.
- Средства для защиты от температур, термо-изолирующие полимеры, покрывающие волосы и защищающие их от перегрева при высушивании волос феном или их завивке.
- Средства для придания блеска, отражающие свет, вещества оседающие на поверхности волос. Обычно полимеры из группы силиконов, например, полидиметилсилоксана или циклометикон.
- Масла (EFA — англ. essential fatty acids, жирные незаменимые кислоты) помогают сделать сухие/пористые волосы более мягкими и эластичными. EFA по структуре напоминают естественное масло (кожное сало), которое производит кожа головы.
- Поверхностно-активные вещества (ПАВ) — волосы примерно на 97 % состоят из протеина под названием кератин. Поверхность этого вещества содержит отрицательно-заряженные аминокислоты. Кондиционеры обычно содержат катионные ПАВ, которые не вымываются из волос до конца, так как их гидрофильные части связываются с молекулами кератина. Эти гидрофильные части ПАВ становятся как бы новой поверхностью волос.
- Смазки, часто жирные кислоты: декспантенол и т. д.
- Умягчители, для лучшей промывки в жёсткой воде.
- Антистатические добавки
- Консерванты

### pH
Чаще всего кондиционеры имеют кислую среду, которая способствует укреплению водородных связей между кератиновыми чешуйками за счёт протонирования аминокислот и создания у них положительного заряда. Для поддержания кислотности обычно используют органические кислоты вроде лимонной.

## Типы
- Универсальные кондиционеры содержат большие количества ПАВ и способны закрепить структуру волос и как бы склеить их чешуйки вместе. Применяются обычно для длительного эффекта. ПАВ в них основаны на длинных, прямых алифатических цепочках, похожих на насыщенные жирные кислоты. Их молекулы склонны к кристаллизации и обеспечивают кондиционеру более высокую вязкость и формирование более толстых слоёв на поверхности волос[7].
- Для выхода — эти кондиционеры менее густы и используют ПАВ, которые дают меньшую толщину защитного слоя. Они основаны на ненасыщенных цепочках, скорее изогнутых, чем прямых. Такая форма не позволяет им легко кристаллизоваться, что делает их гораздо легче, менее вязкими и дающими более тонкие слои. Разница между этими и предыдущими кондиционерами чем-то напоминает разницу между жирами и маслами.
- Обычные кондиционеры сочетают два предыдущих подхода. Обычно применяются после соответствующего им шампуня.
- Фиксирующие кондиционеры, основываются на катионных полиэлектролитных полимерах и позволяют сохранить форму волос. Их назначение и содержание похоже на разбавленные гели для волос[8].

## Дополнительные материалы
- Шампунь
- Помада
- Укладка волос